# Über die Grenze
Über die Grenze war eine Kriminalfilmreihe der ARD mit Thomas Sarbacher in der Hauptrolle, die von 2017 bis 2020 ausgestrahlt wurde. Hauptschauplatz ist der deutsch-französische Grenzbereich.

## Handlung
Eine deutsch-französische Polizeieinheit, die unter Leitung von Chefermittler Steffen Herold steht, bildet den Mittelpunkt dieser Krimiserie, die teils mit viel Action und Spannung aufwartet. Zu Herolds Team, das von der baden-württembergischen Stadt Kehl aus arbeitet, gehören dessen Tochter Leni und der französische Kollege Yves Kléber, der die Ermittlergruppe unterstützt, wenn Ausnahmesituationen ein schnelles Eingreifen auf der französischen Seite nötig machen. Yves Kléber und Steffen Herold kennen sich seit über 20 Jahren. Zu Beginn der Folge 3 wird Herold erschossen, sein Nachfolger wird Niko Sander.

## Episodenliste
| Nr. | Originaltitel        | Erstausstrahlung | Regie          | Drehbuch                                                   | Zuschauer             |
| --- | -------------------- | ---------------- | -------------- | ---------------------------------------------------------- | --------------------- |
| 1   | Alles auf eine Karte | 7. Dez. 2017     | Michael Rowitz | Felice Goetze, Sabine Radebold                             | 4,99 Mio. (16,0 % MA) |
| 2   | Gesetzlos            | 14. Dez. 2017    | Michael Rowitz | Felice Goetze, Sabine Radebold, Paul J. Milbers            | 3,70 Mio. (12,3 % MA) |
| 3   | Racheengel           | 13. Feb. 2020    | Michael Rowitz | Stefan Wild, Martin Muser; Buchbearbeitung: Michael Rowitz | 4,27 Mio. (13,9 % MA) |
| 4   | Rausch der Sterne    | 20. Feb. 2020    | Michael Rowitz | Carsten Unger; Buchbearbeitung: Michael Rowitz             | 3,87 Mio. (13,1 % MA) |

## Kritiken
Michael Rowitz „mixt die Bausteine für […] virilen, hier und da einfach auch reißerische[…] Krimi[s] geschickt und temporeich zusammen. Der Wildwest-Stil der Macho-Kommissare wird nicht jedem gefallen, insbesondere aber Anke Retzlaff spielt sich die Seele aus dem Leib.“